# Someș-Guruslău
Someș-Guruslău – wieś w Rumunii, w okręgu Sălaj, w gminie Năpradea. W 2011 roku liczyła 410 mieszkańców.